# 10172 Humphreys
10172 Humphreys este un asteroid din centura principală, descoperit pe 31 martie 1995, de Spacewatch.